# هارلمرليده آن سبارنفاودا
هارلمرليده آن سبارنفاودا Haarlemmerliede en Spaarnwoude  هي اٍحدى بلديات مقاطعة شمال-هولندا بهولندا.

## طوبوغرافيا
خريطة طوبوغرافية هولندية لبلدية هارلمرليده آن سبارنفاودا، يونيو 2015، (تقرأ بعد ثلاث نقرات على الخريطة).